# لورنس لافي
لورنس لافي (بالإنجليزية: Laurence Levy)‏ هو جراح أعصاب جنوب أفريقي، ولد في 16 نوفمبر 1921، وتوفي في 29 مايو 2007.